# Bryconamericus emperador
Bryconamericus emperador es una especie de pez de la familia Characidae en el orden de los Characiformes.

## Morfología
Los machos pueden llegar alcanzar los 10,4 cm de longitud  total.

## Hábitat
Vive en zonas de clima tropical entre 23 °C - 27 °C de temperatura.

## Distribución geográfica
Se encuentra en Panamá (cuencas de los ríos  Chagres, Tuira, Bayano y río Santa María) y Colombia (ríos Baudó,  San Juan, Atrato, y ríos de la costa  Pacífica).